# المزيلات (أمزيلات)
المزيلات هي إحدى مشيخات المملكة المغربية، تتبع جغرافيا لإقليم الصويرة وإداريًا لأمزيلات. يقدر عدد سكانها بـ 4583 نسمة حسب الإحصاء الرسمي للسكان والسكنى لسنة 2004.